# NGC 1081
NGC 1081 é uma galáxia espiral (Sb) localizada na direcção da constelação de Eridanus. Possui uma declinação de -15° 35' 15" e uma ascensão recta de 2 horas, 45 minutos e 05,4 segundos.
A galáxia NGC 1081 foi descoberta em 29 de Setembro de 1886 por Lewis A. Swift.